# مارا غابريلي
مارا غابريلي (من مواليد 28 سبتمبر 1967) هو عالمة نفس برازيلية وسياسية منتسبة إلى الحزب الديمقراطي الاجتماعي البرازيلي. تم انتخابها نائبة فيدرالية تمثل ولاية ساو باولو في انتخابات عام 2010، وأعيد انتخابها بعد أربع سنوات.
بعد أن أصيبت بالشلل الرباعي في عام 1994 بسبب حادث سيارة، أصبحت جابريلي ناشطة للأشخاص ذوي الإعاقة، أسست معهد مارا جابريلي في عام 1997 للدفاع عن حقوقهم. قبل انتخابها لعضوية الكونغرس البرازيلي، كانت غابريلي عضوة في مجلس مدينة ساو باولو وأمينًا لبلدية الأشخاص ذوي الإعاقة.
في عام 2018 تم انتخاب جابريلي لعضوية مجلس الشيوخ البرازيلي.